# Mount Enterprise
Mount Enterprise è una città degli Stati Uniti d'America, situata nello Stato del Texas, nella Contea di Rusk.